# Lars-Gunnar Jansson
Lars-Gunnar Jansson, född 30 november 1940 i Katarina församling i Stockholm, är en svensk tidigare ishockeytränare och expertkommentator i radio. 

## Biografi
Jansson har bland annat varit huvudtränare för AIK och IF Björklöven i elitserien, och för Örebro IK och Huddinge IK i andradivisionen. 1986–1987 var han förbundskapten för Sveriges juniorlandslag.
Han arbetade från 1990 som expertkommentator på Radiosporten i Sveriges Radio. Han kommenterade såväl matcher i Elitserien som VM och OS. I februari 2010 meddelades att det pågående OS i Vancouver skulle bli hans sista internationella mästerskap som expertkommentator. Han fortsatte som expert i radio för inhemsk ishockey men 2017 kommenterade han åter VM. Han slutade som expertkommentator 2019 och ersattes av Per Svartvadet.
Jansson var mellan 2008 och 2013 ordförande i Stockholms Ishockeyförbund. Dessförinnan var han under flera år förbundets kanslichef. Han har också varit marknadsansvarig på Svenska Innebandyförbundet.
2023 mottog han Svenska Ishockeyförbundets medalj i guld, förbundets högsta utmärkelse.

## Klubbar under tränarkarriären
- Djurgårdens IF
- Värmdö HC
- Nordia/Bagarmossens IF
- Huddinge IK
- Nacka HK
- Örebro IK
- AIK
- IF Troja-Ljungby
- IF Björklöven